# Teucrium polium
Teucrium polium o zamarilla  es una pequeña mata o hierba del género Teucrium con flores blanquecinas o rosas. Posee varios usos: medicinales, contra los dolores de estómago; como condimento, en la cocina; y en la elaboración de herbero. Es oriundo de las regiones del Medio Oriente y del Mediterráneo.

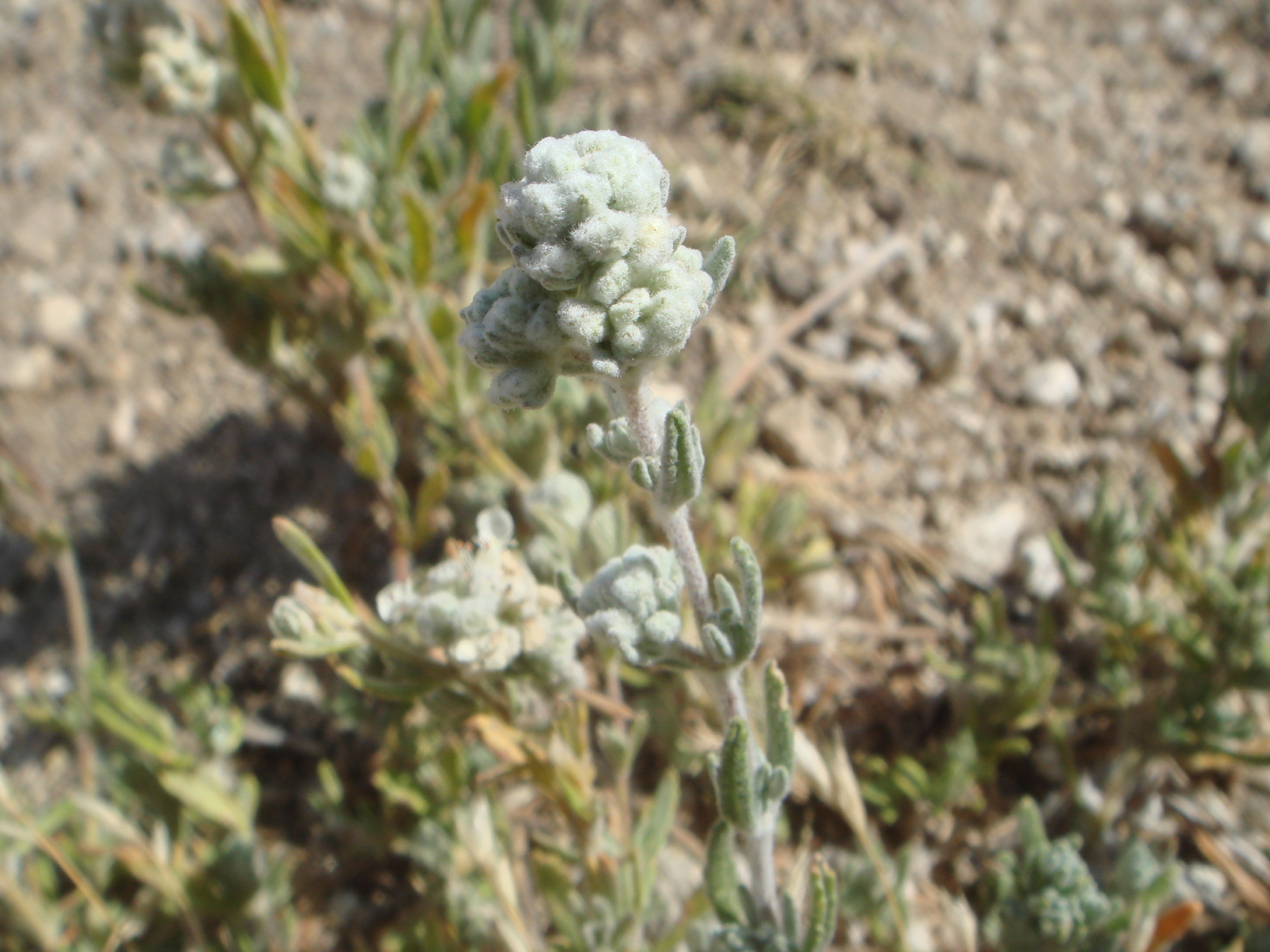
Teucrium polium subsp. capitatum

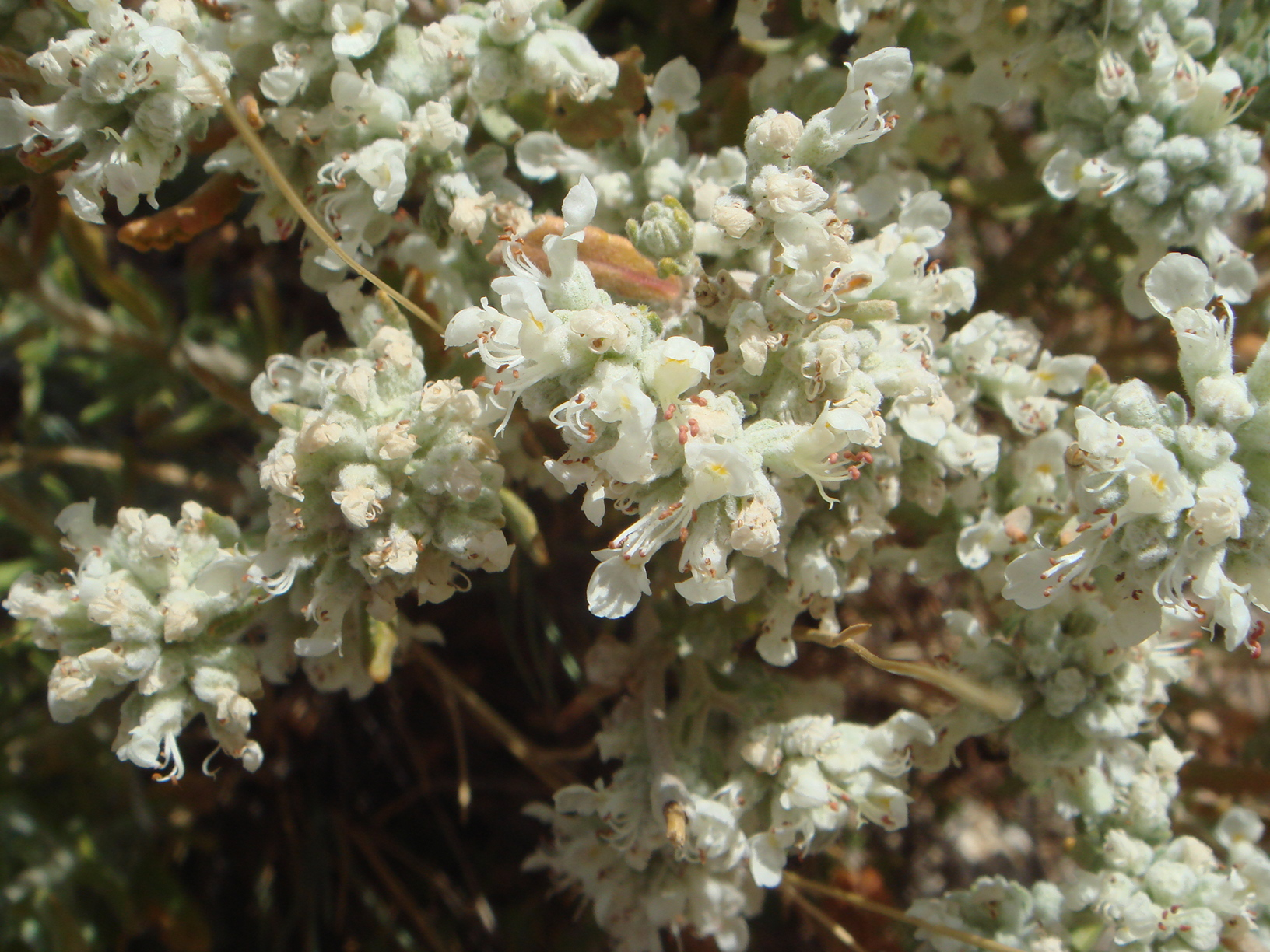
Flores

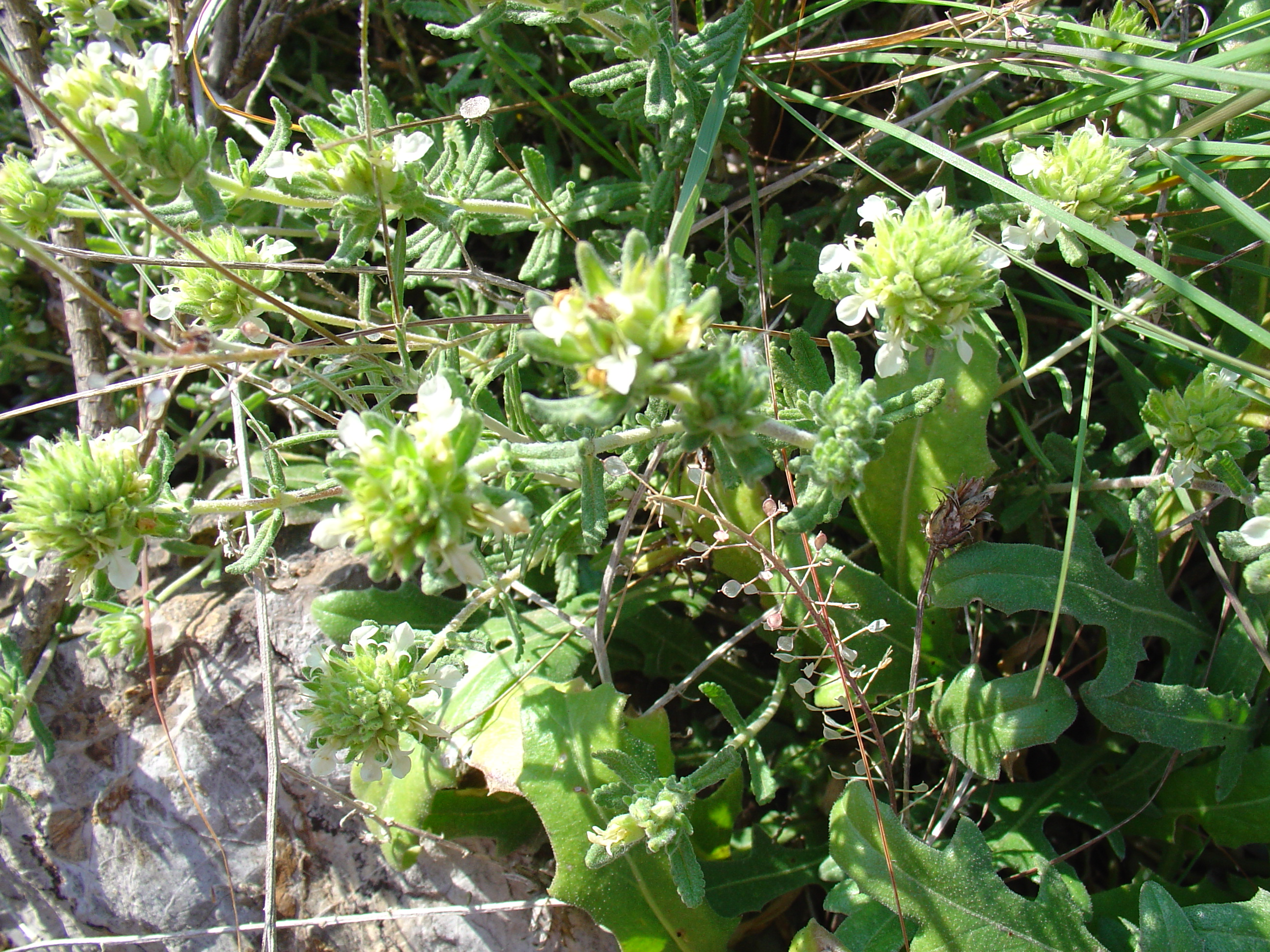
Vista de la planta

## Descripción
Arbusto enano de 6-20 (45) cm de alto, con olor aromático, todo cubierto de una más o menos densa pubescencia blanca, verde o amarillenta. Hojas opuestas, muy cortamente pecioladas, oblongas hasta estrechamente ovales, de 7-27 mm de largo con 2-5 (9) incisiones en el margen, planas o enrolladas. Verticilos de inflorescencias casi redondas. Cáliz de hasta 5 mm de largo con 5 dientes. Corola blanca, raramente rojiza de unos 5 mm de largo. Labio superior ausente. El inferior de 5 lóbulos. Tubo corolino sin anillo de pelos.

## Hábitat
Lugares secos, praderas y garrigas.

## Distribución
Mediterráneo y Europa meridional.

## Propiedades
Sus flores  y sus hojas se utilizan para cocinar y para la medicina, particularmente para el tratamiento de dolencias estomacales. También ha mostrado cierta promesa en el tratamiento del dolor. En la medicina tradicional persa, T. polium (localmente llamado 'kalpooreh') se utiliza como un anti-bacterial, carminativo, anti-nociceptivo, antiinflamatorio, anti-diarrea, antihipertensivo, anti-diabetes y agente anti-convulsivo. Un estudio científico en 2003 fracasó en encontrar algún beneficio para los diabéticos, a pesar de que es de uso común en el Medio Oriente para este fin. Un estudio científico en 2006 encontró que sí tiene efectos anti-nociceptivos y anti-espasmódicas. Se debe ser cauteloso con el uso de esta hierba por su toxicidad hepática y renal conocida.

## Taxonomía
Teucrium polium, fue descrita por (Coss. ex Pau) Castrov. & Bayon y publicado en Anales del Jardín Botánico de Madrid 47: 508. 1989[1990]. 
Etimología
Teucrium: nombre genérico que deriva del Griego τεύχριον, y luego el Latín teucri, -ae y teucrion, -ii, usado por Plinio el Viejo en Historia naturalis, 26, 35 y  24, 130, para designar el género Teucrium, pero también el Asplenium ceterach, que es un helecho (25, 45). Hay otras interpretaciones que derivan el nombre de Teucri, -ia, -ium, de los troyanos, pues Teucro era hijo del río Escamandro y la ninfa Idaia, y fue el antepasado legendario de los troyanos, por lo que estos últimos a menudo son llamados teucrios. Pero también Teucrium podría referirse a Teûkros, en latín Teucri, o sea Teucro, hijo de Telamón y Hesione y medio-hermano de Ajax, y que lucharon contra Troya durante la guerra del mismo nombre, durante la cual descubrió la planta en el mismo período en que Aquiles, según la leyenda, descubrió la Achillea.
polium: epíteto griego para la especie Teucrium polium.

## Subespecies
- Teucrium polium subsp. polium con cabezuelas simples, lóbulos corolinos vellosos y pubescencia gris. Distribuido por el Mediterráneo occidental.
- Teucrium polium subsp. pii-fontii de lóbulos corolinos glabros. (España, Baleares).
- Teucrium polium L. subsp. capitatum (L.) Arcang. de lóbulos corolinos más o menos glabros y hojas de 1,5 cm. Distribuido por el Mediterráneo.

## Nombres comunes
- Castellano: altamisa, amarilla, hierba crespa, hierba crispa (3), hierba cuquera, hierba del humor, mejorana, osuna, poleo (2), poleo común, poleo de monte (2), poleo montado, poleo montana, poleo montano (7), poleo ursino, polio (7), polio montano (3), polio montesino (2), poliol agreste, poliol bermejo, poliol blanco, poliol blanco de Valencia, poliol de España, poliol de piedras, poliol menudo, poliol portugués, poliol real, poliol rubio, poliol tierno, tomillo blanco (2), tomillo macho (4), tomillo terrero (4), té de piedra, zamarilla, zamarrilla (15), zamarrilla amarilla, zamarrilla blanca (3), zamarrilla encarnada, zamarrilla fina.[11] (el número entre paréntesis indica las especies que tienen el mismo nombre común)